# Думками навиворіт
«Думками навиворіт» (англ. Inside Out) — американський 3D комп'ютерно-анімаційний комедійно-драматичний фільм, знятий Пітом Доктером. Світова прем'єра стрічки відбулась 18 травня 2015 року на Каннському кінофестивалі. В український широкий прокат фільм вийшов 18 червня 2015 року. Цей спільний проєкт студій «Disney» і «Pixar» посів десяте місце у списку найприбутковіших мультфільмів усіх часів. На 1 березня 2024 року фільм займав 169-ту позицію у списку 250 кращих фільмів за версією IMDb.

## Сюжет
Райлі — звичайна 11-річна школярка, її поведінку визначають п'ять базових емоцій: Радість, Печаль, Страх, Гнів і Відраза. Емоції живуть у свідомості дівчинки і кожного дня допомагають їй справлятися з проблемами, керуючи усіма її вчинками. Вони знаходяться в мозковому центрі Райлі, де стоїть пульт керування її діями. Також тут накопичуються всі спогади дівчинки за день. Вони виглядають як невеликі скляні кульки різних кольорів, що позначають емоцію, з якою пов'язано той чи інший спогад. В кінці дня всі вони відправляються до спеціального сховища.
Існує кілька базових спогадів, кожний з яких є основою для острівців, що характеризують сторони особистості Райлі.
В момент появи на світ Райлі першою з'являється Радість, але слідом за нею виникає Печаль і всі інші, які не нерідко сперечаються хто має керувати дівчинкою. Загалом всі емоції живуть дружно, але після того, як дівчинка з батьками переїжджає з рідної Міннесоти в Сан-Франциско, звичний світ Райлі руйнується.
Печаль (друга базова емоція), намагається змінити емоційне забарвлення яскравих спогадів життя з Міннесоти. Первинна базова емоція Райлі — Радість — намагається не допустити цього. Борючись за спогади, вони випадково випадають з мозкового центру і потрапляють до лабіринтів сховища всіх спогадів — довгострокову пам'ять. Втративши ці емоції, Райлі впадає в апатію, Гнів, Страх і Відраза без Радості не можуть цьому зарадити. Як наслідок, прийшовши у нову школу, Райлі не може стримати сліз, розповідаючи перед класом про себе і життя в Міннесоті. Острівець Пустощів через це руйнується, дівчинка стає дратівливою та не може знайти спільної мови з батьками. Гнів займає пульт, під його керівництвом дочка грубить батьками. Своєю чергою емоції в головах батьків намагаються вирішити ситуацію і ті сваряться.
В той час у довготривалій пам'яті Радість і Печаль зустрічають рожевого котослонодельфіна Бінго-Бонго — уявного друга Райлі з раннього дитинства, якого вона вже стала забувати. Він погоджується допомогти їм повернутися в мозковий центр на службовому потязі, що возить факти.
Однак потяг рухається тільки вдень, а коли Райлі засинає, зупиняється. Щоб розбудити її, Радість і Печаль пробираються на знімальний майданчик снів, де вирішують створити страшний або безглуздий сон, щоб Райлі прокинулася. План майже вдається, проте Бінго-Бонго схоплює охорона, а Радість з Печаллю мусять тікати і не знаходять іншого шляху, крім як пройти через ліс страхів. В лісі вони визволяють Бінго-Бонго, за ними женеться клоун зі страхів та вривається на знімання снів, від чого нажахана Райлі прокидається.
Гнів пропонує Страху і Відразі добути нові спогади про Міннесоту, щоб відволікти Райлі. Дівчинка задумує втекти з дому в Мінессоту, покинувши батьків, як наслідок острівець Сім'ї розвалюється. Щоб взяти гроші на поїздку Райлі краде їх з сумки матері, що спричиняє розвал острівця Чесності.
Радість і Бінго-Бонго падають у прірву забуття, куди викидаються всі спогади, що втратили з часом емоційне забарвлення. Там ці спогади остаточно розвіюються, але Бінго-Бонго жертвує собою, щоб допомогти Радості вибратися з прірви.
Водночас Радість, яка досі вважала себе найважливішою емоцією, усвідомлює, що неможливо управляти складним життям людини поодинці, і мириться з Печаллю (тоді ж з'ясовується і роль Печалі — втішати Райлі після невдач). Радість вигадує як швидко досягти мозкового центру, накопіювавши образи ідеального за уявленнями Райлі хлопця. Повернувшись в мозковий центр, Радість і Печаль відновлюють за допомогою глибинних спогадів структуру особистості, внаслідок чого острівці різних сторін особистості Райлі відновлюються. Вона усвідомлює, що батьки люблять її, і повертається назад, мириться з батьками та налагоджує своє життя.
… З моменту тих подій минув рік. Особистість Райлі стає складнішою і багатшою, а спогади з однозначно одноколірних перетворюються на різноколірні й набувають відтінків завдяки тому, що кожна з емоцій тепер працює в парі з іншою. У головному відділі встановлюють новий пульт управління у зв'язку зі вступом дівчинки в перехідний вік.
У кінці фільму демонструються емоції інших людей, а також тварин.

## Голосовий акторський склад
- Емі Полер — Радість
- Філіс Сміт — Сум
- Річард Кайнд — Бінг Бонг
- Білл Гейдер — Страх
- Люіс Блек — Гнів
- Мінді Калінг — Відраза
- Даян Лейн — мама
- Кайл Маклаклен — тато
- Джон Ратценбергер — Фрітц

## Український дубляж
Фільм дубльовано студією «Le Doyen» на замовлення «Disney Character Voices International» у 2015 році.
- Перекладач тексту та пісень — Федір Сидорук
- Режисер дубляжу — Анна Пащенко
- Музичний керівник — Тетяна Піроженко
- Творчий консультант — Magdalena Dziemidowicz

Ролі дублювали
- Наталія Денисенко — Радість
- Віталіна Біблів — Печаль
- Володимир Терещук — Страх
- Ігор Тимошенко — Гнів
- Катерина Буцька — Відраза
- Назар Задніпровський — Бінго-Бонго
- Марія Нікітенко — Райлі
- Ірина Ткаленко — мати Райлі
- Михайло Войчук — батько Райлі

А також: Людмила Барбір, Володимир Плахов, Кирило Нікітенко, Сергій Солопай, Дмитро Бузинський, Ольга Радчук, Дмитро Гаврилов, Олександр Ігнатуша, Кирило Нікітенко, Максим Кондратюк, Олена Узлюк, Ярослава Пашина, Андрій Мостренко, Ніна Касторф, Роман Чупіс, В'ячеслав Хостікоєв, Павло Лі, Галина Дубок, Дарія Боцманова, Софія Лозіна, Андрій Гайдай, Віктор Григор'єв, Єлизавета Зіновенко, Олена Борозенець, Катерина Башкіна-Зленко, Вікторія Хмельницька, Олександр Чернов, Сергій Юрченко, Денис Толяренко.

## Виробництво
Уперше Pixar повідомила про фільм на сайті D23 Expo у 2011 році: «Режисер Піт Доктер готує новий дивовижний мультфільм, який розповість нам про світ, про існування якого знають всі, але ніхто його не бачив — світ всередині людського розуму». Також повідомлялося, що сценарій до мультфільму напише Майкл Арндт.
На початку грудня того ж року в інтерв'ю Джон Лассетер розповів, що дія відбуватиметься в розумі дівчинки, а головними героями стануть людиноподібні емоції.
У 2012 році він представив детальнішу інформацію про фільм: «Піт постійно намагається з'ясувати щось, з чим ми, так чи інакше, знайомі … він весь час шукає такого роду речі. Ви часто дивитеся на людей, і вони роблять таке, що змушує вас подумати „Про що вони думають?“ Або коли пісня застряє у вашій голові й Ви не в змозі позбутися неї. Але є дивна штука, яка відбувається з усіма нами. Емоції захоплюють нас, чи то злість або радість, ви раптом починаєте хихикати й реготати й вже не в змозі зупинитись. Він подумав: „Я вивчу це, я поясню це“. Головними героями стануть емоції цієї дівчинки, а дія відбувається у неї в голові. Мультфільм розповість про те, як емоції контролюють все, що у нас відбувається. Це дуже оригінально і це не схоже на все, що ви бачили до цього, крім того, це пояснює те, що ви бачили».
У 2013 році сам режисер описав мультфільм, назвавши його «найскладнішою історією, над якою мені коли-небудь доводилося працювати», оскільки в мультфільмі водночас буде показано, що робить дівчинка, і що діється у неї в голові. Він дав детальну інформацію про створення персонажів: «Персонажі створюються з такою енергією, тому що ми намагаємося уявити, як ці емоції будуть виглядати. Вони складаються з частинок, які насправді рухаються. Замість того, щоб складатися з плоті й крові, вони є згустками енергії». Bleeding Cool опублікувала статтю про те, що новим фільмом Піта Доктера буде «У межах розуму». 8 лютого 2013 р., ComingSoon.net повідомив, що фільм буде називатися «Думками навиворіт». Disney/Pixar офіційно оголосила назву на Twitter 17 квітня 2013 р. на Cinema Con. 9 серпня 2013 р., на D23 Expo було оголошено, що Емі Полер, Люїс Блек, Мінді Калінг, Білл Хейдер та Філіс Сміт приєдналися до акторського складу фільму.

## Перше побачення Райлі?
14 серпня 2015 р. Pixar продемонструвала фрагмент короткометражки «Перше побачення Райлі?» (англ. Riley's First Date?), Що продовжує сюжет «Думками навиворіт». Реліз короткометражки відбувся 3 листопада 2015 р. як доповнення до основного мультфільму, що вийшов на Blu-ray.

## Визнання
| Нагороди та номінації фільму «Думками навиворіт» | Нагороди та номінації фільму «Думками навиворіт»   | Нагороди та номінації фільму «Думками навиворіт» | Нагороди та номінації фільму «Думками навиворіт» | Нагороди та номінації фільму «Думками навиворіт» | Нагороди та номінації фільму «Думками навиворіт» |
| Рік                                              | Кінопремія / Кінофестиваль                         | Категорія / Нагорода                             | Номінант                                         | Результат                                        | Дж                                               |
| ------------------------------------------------ | -------------------------------------------------- | ------------------------------------------------ | ------------------------------------------------ | ------------------------------------------------ | ------------------------------------------------ |
| 2015                                             | Кінопремія Голлівуду                               | Найкращий анімаційний фільм                      | «Думками навиворіт»                              | Перемога                                         |                                                  |
| 2015                                             | Сієтлський міжнародний кінофестиваль               | Найкращий фільм (2-ге місце)                     | «Думками навиворіт»                              | Перемога                                         |                                                  |
| 2015                                             | Премія «Вибір підлітків»                           | «Спалах гніву»                                   | Люіс Блек                                        | Номінація                                        |                                                  |
| 2015                                             | Премія «Вибір підлітків»                           | Фільм літа                                       | «Думками навиворіт»                              | Номінація                                        |                                                  |
| 2015                                             | Премія «Вибір підлітків»                           | Жіноча кінозірка літа                            | Емі Полер                                        | Номінація                                        |                                                  |
| 2015                                             | Спільнота кінокритиків Нью-Йорка                   | Найкращий анімаційний фільм                      | «Думками навиворіт»                              | Перемога                                         |                                                  |
| 2016                                             | 73-тя церемонія вручення нагороди «Золотий глобус» | Найкращий анімаційний фільм                      | «Думками навиворіт»                              | Перемога                                         | [ 12 ]                                           |
| 2016                                             | 69-та церемонія вручення нагороди БАФТА            | Найкращий оригінальний сценарій                  | Джош Кулі, Піт Доктер і Мег ЛеФов                | Номінація                                        | [ 13 ] [ 14 ]                                    |
| 2016                                             | 69-та церемонія вручення нагороди БАФТА            | Найкращий анімаційний фільм                      | Піт Доктер                                       | Перемога                                         | [ 13 ] [ 14 ]                                    |
| 2016                                             | 88-ма церемонія вручення нагороди «Оскар»          | Найкращий оригінальний сценарій                  | Піт Доктер, Мег Лефов, Джош Кулі                 | Номінація                                        | [ 15 ] [ 16 ]                                    |
| 2016                                             | 88-ма церемонія вручення нагороди «Оскар»          | Найкращий анімаційний повнометражний фільм       | Піт Доктер і Джонас Рівера                       | Перемога                                         | [ 15 ] [ 16 ]                                    |